# Temora turbinata
Temora turbinata é uma espécie de crustáceo, um copépode marinho da família Temoridae. Foi descrita pela primeira vez em 1849 pelo cientista americano James Dwight Dana. Trata-se de uma espécie epipelágica, observada em oceanos ao redor do mundo.

## Descrição
As fêmeas da espécie medem de 0,9 mm a 1,6 mm de comprimento, enquanto os machos medem de 1,3 a 1,5 mm.
O cefalosoma da espécie é curto e semelhante a um escudo, chegando no máximo ao dobro do comprimento do urosoma, que nas fêmeas possui três segmentos. O macho possui uma das antenas geniculadas.